# 北海道道915号共和嵐山線
北海道道915号共和嵐山線（ほっかいどうどう915ごう きょうわあらしやません）は、北海道旭川市内を結ぶ一般道道（北海道道）である。

## 概要

### 路線データ
- 起点：北海道旭川市江丹別町共和（北海道道72号旭川幌加内線交点）
- 終点：北海道旭川市江丹別町嵐山（北海道道98号旭川多度志線交点）
- 総延長：5.030 km[1][注釈 1]
- 実延長：5.000 km[1][注釈 1]
- 重用延長：0.030 km[1][注釈 1]

### 道路管理者
- 上川総合振興局 旭川建設管理部 事業課

## 歴史
- 1976年（昭和51年）8月31日 - 路線認定[2]。

## 地理

### 通過する自治体
- 上川総合振興局
  - 旭川市

### 交差する道路
旭川市
- 北海道道72号旭川幌加内線 - 江丹別町共和（起点）
- 北海道道98号旭川多度志線 - 江丹別町嵐山（終点）

### 沿線にある施設など
旭川市
- 旭川市立嵐山小中学校